# Safor
Safor Spanyolországban, Valencia Valencia tartományában található comarca. Safor Comtat, Costera, Marina Alta, Ribera Alta, La Ribera Baixa és Vall d'Albaida comarcákkal határos. Lakosainak száma 183 068 fő (2024).

## Önkormányzatai
- Ador
- Alfauir
- Almiserà
- Almoines
- L’Alqueria de la Comtessa
- Barx
- Bellreguard
- Beniarjó
- Benifairó de la Valldigna
- Beniflà
- Benirredrà
- Castellonet de la Conquesta
- Daimús
- La Font d’en Carròs
- Gandia
- Guardamar de la Safor
- Llocnou de Sant Jeroni
- Miramar
- Oliva
- Palma de Gandía
- Palmera
- Piles
- Potries
- Rafelcofer
- Real de Gandía
- Rótova
- Simat de la Valldigna
- Tavernes de la Valldigna
- Villalonga
- Xeraco
- Xeresa